# Droit à l'assistance d'un avocat
Le droit à l'assistance d'un avocat est un droit prévu dans la Constitution de plusieurs pays, notamment en matière pénale.

## Droit par pays

### Canada
Dans la Charte canadienne des droits et libertés, il est prévu à l'article 10 b) qu'en cas d'arrestation ou de détention, un prévenu a le droit d'avoir recours sans délai à l'assistance d'un avocat et d'être informé de ce droit. Dans l'arrêt R. c. Sinclair, la Cour suprême refuse d'importer les droits Miranda américains au Canada et affirme que le droit à l'avocat durant un interrogatoire policier n'est pas absolu. Un accusé au pénal conserve tout de même le droit de renoncer à la représentation par avocat.
Dans la Charte des droits et libertés de la personne du Québec, l'article 29 CDLP prévoit que « toute personne arrêtée ou détenue a droit, sans délai, d’en prévenir ses proches et de recourir à l’assistance d’un avocat. Elle doit être promptement informée de ces droits ». L'art. 34 CDLP prévoit que « Toute personne a droit de se faire représenter par un avocat ou d’en être assistée devant tout tribunal ».
En contexte de droit privé ou administratif, le droit à un avocat n'est pas considéré comme étant absolu. Le gouvernement établit des programmes d'aide juridique pour ceux qui ont de faibles revenus, mais ceux qui ont des revenus suffisants peuvent ou bien choisir de payer leur propre avocat, ou bien choisir de se représenter seul. Le justiciable qui a payé pour son avocat exerce tout de même son droit à la représentation par avocat.
L'article 12 (4⁰) de la Loi sur la justice administrative prévoit que le tribunal administratif est tenu de permettre la représentation par avocat. Cela ne donne pas un droit aux parties d'être représentées gratuitement par avocat, mais oblige seulement le tribunal à accepter qu'une partie a choisi d'être représentée par avocat.

### France
Le Code d'instruction criminelle de 1808 a rendu obligatoire que l'accusé ait un avocat lorsqu'il est jugé devant les cours d'assises. Tous les prévenus au pénal en France bénéficient du droit à l'assistance d'un avocat, et il existe également un droit à l'assistance d'un avocat dans les affaires civiles et administratives. L'aide juridictionnelle financée par l'État pour les personnes confrontées à des affaires pénales, civiles et administratives est disponible pour les personnes résidant légalement en France et, dans certains cas, peut être utilisée pour des affaires dans une autre juridiction en Europe. L'éligibilité est soumise à conditions de ressources, avec une échelle mobile de soutien basée sur le revenu. Ceux qui se situent ou en dessous du seuil le plus bas ont droit à une assistance juridique complète avec tous les frais payés par l'État, tandis que les personnes à revenu plus élevé n'ont droit qu'à 55 % ou 25 % de leurs frais juridiques couverts, en fonction de leur revenu. Les conseils juridiques financés par l'État sont dispensés par l'intermédiaire d'un réseau de centres publics de conseils juridiques répartis dans toute la France. Certains centres offrent des conseils juridiques gratuits à toute personne vivant dans le département tandis que d'autres limitent leurs services aux personnes à revenus modestes,.